# Бозай (Теректинский район)
Боза́й (каз. Бозай) — село в Теректинском районе Западно-Казахстанской области Казахстана. Входит в состав Аксогымского сельского округа. Код КАТО — 276235200.

## Население
В 1999 году население села составляло 295 человек (144 мужчины и 151 женщина). По данным переписи 2009 года, в селе проживали 232 человека (114 мужчин и 118 женщин).